# Final Fantasy XIII Original Soundtrack
Die Musik des Computerspiels Final Fantasy XIII wurde von Masashi Hamauzu komponiert. Nobuo Uematsu, der für die Musik älterer Final-Fantasy-Spiele verantwortlich war, war nicht an den Arbeiten an der Musik zu diesem Videospiel beteiligt. Der offizielle Spiele-Soundtrack wurde 2010 über Square Enix auf CD veröffentlicht. Später fand zudem eine Herausgabe ausgesuchter Stücke des Soundtracks auf zwei Vinylschallplatten statt. Diese heißen W/F: Music from Final Fantasy XIII und W/F: Music from Final Fantasy XIII Gentle Reveries.
Neben dem eigentlichen Soundtrack erschien mit Final Fantasy Soundtrack PLUS eine weitere CD mit Bonusmaterial. Dabei handelt es sich um eine Auswahl neu arrangierter Stücke aus dem originalen Soundtrack. Des Weiteren veröffentlichte Square Enix mit Piano Collection Final Fantasy XIII eine Compilation mit ausgewählten Stücken des Soundtracks, welche mit einem Klavier eingespielt wurden. Das Titellied Kimi Ga Iru Kara (jap. für Weil du hier bist) erschien zudem als eigenständige Singleauskopplung von Sayuri Sugawara für ihr erstes Album First Story, welches im Januar 2010 offiziell über For Life Music herausgebracht wurde. Auch das Lied Eternal Love, welches im Soundtrack zu finden ist, wurde von Sugawara gesungen.
Der Soundtrack erhielt überwiegend positive Kritiken. Manche Rezensenten waren der Meinung, dass es sich hierbei um die beste Arbeit von Hamauzu handele, was auch an dem Mix einzelner Stücke zu hören sei. Sie meinten, dass Hamauzu die Musik von Final Fantasy eine neue Richtung gegeben habe. Die Soundtrack PLUS CD hingegen wurde schwächer bewertet, was die Kritiker mit dem Fehlen vieler Stücke des Soundtracks begründen. Die Piano-Version wurde gemischt wahrgenommen. Die Stücke wurden bei einem exklusiven Konzert in Stockholm, der Hauptstadt Schwedens, live aufgeführt. Einzelne Stücke des Soundtracks wurden zudem regelmäßig auf der Distant Worlds Tour, einer internationalen Konzerttour, bei der lediglich Stücke aus den Final-Fantasy-Spielen aufgeführt werden, aufgenommen und gespielt. Die Pianostücke hingegen wurden lediglich in Japan und Paris aufgeführt.

## Entstehung und musikalischer Einfluss

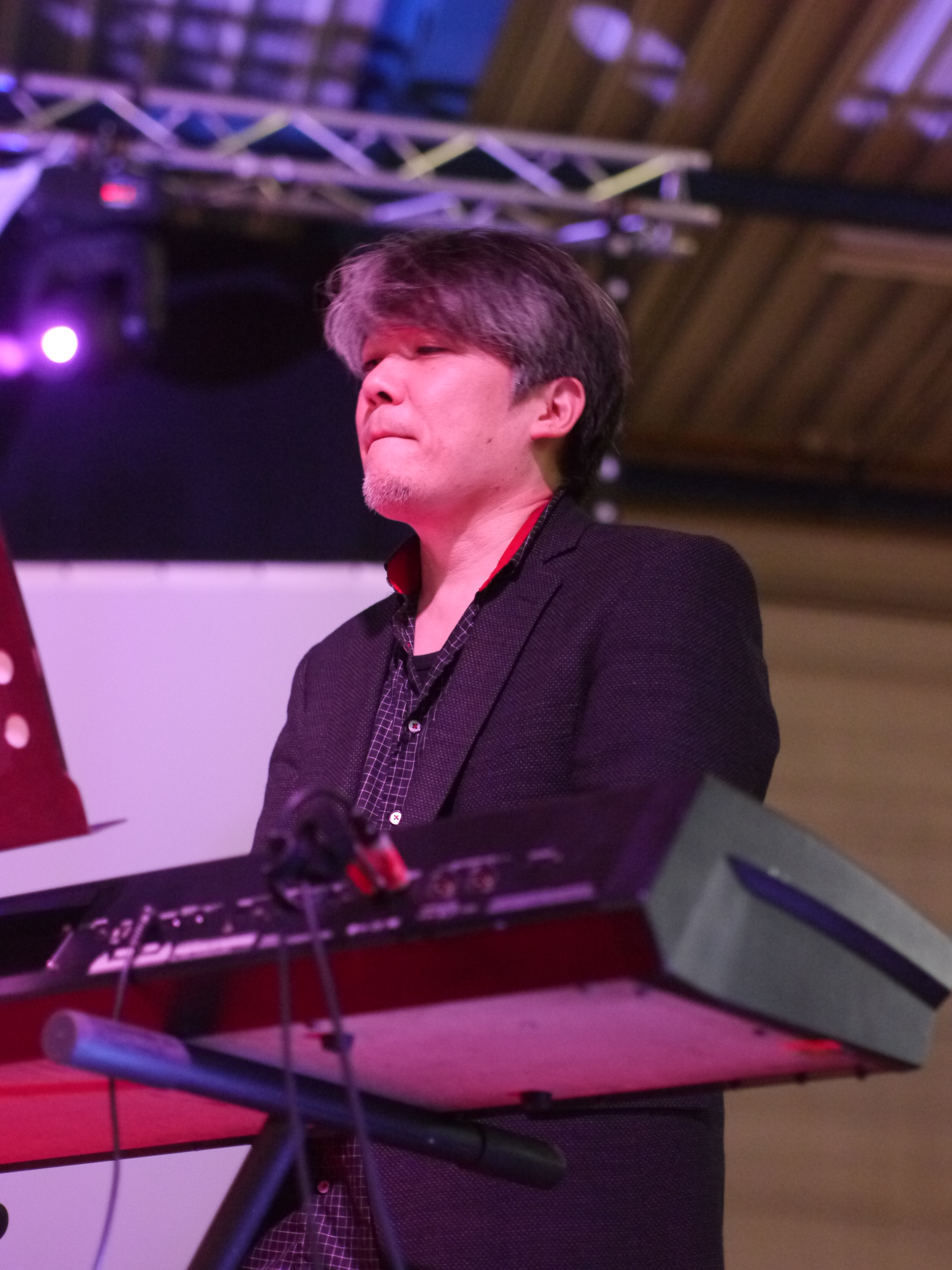
Komponist Masashi Hamauzu auf dem Toulouse Game Show Festival im Jahr 2012.

Die komplette Musik für Final Fantasy XIII wurde von Masashi Hamauzu komponiert, welcher sich bereits in der Vergangenheit für die Musik der Spieleserie mitverantwortlich zeigte. Erstmals war er als Co-Komponist für die Musik des Spiels Final Fantasy X aktiv, die erste eigenständige Arbeit als hauptverantwortlicher Komponist war der offizielle Soundtrack zu Dirge of Cerberus: Final Fantasy VII. Die Musik zu Final Fantasy XIII wurde erstmals ohne Nobuo Uematsu kreiert, welcher sich in der Vergangenheit hauptsächlich für die komplette Musik verantwortlich zeigte. Zwar wurde ursprünglich angekündigt, Uematsu werde das Titellied des Spiels schreiben, jedoch wurde dieses später auch an Hamauzu übertragen, nachdem bekannt wurde, dass Uematsu einen Vertrag mit Square Enix unterschrieb, welcher Uematsu wieder als Komponist für die Musik des Spiels Final Fantasy XIV vorsieht. Yoshinori Kitase, Produzent des Spiels, entschied sich letztendlich für Masashi Hamauzu, weil er die Meinung vertrat, dass er die beste Option für die Komposition des Soundtracks sei. Auch die Orchestralversion des Soundtracks für Dirge of Cerberus – welcher von Hamauzu komponiert wurde – spielte eine Rolle, da das Entwicklerteam von Final Fantasy XIII einen ähnlichen Soundtrack im Spiel integrieren wollten. Hamauzu verarbeitete in diesem Soundtrack verschiedenste Musikrichtungen, so dass dieser nicht langweilig wird.
Erste Stücke wurden bereits zwischen 2006 und 2007 für Werbeveranstaltungen angefertigt, Hamauzu begann mit den Hauptarbeiten an der Komposition erst im Herbst 2008 und beendete die Arbeiten etwa ein Jahr später. Das erste Stück, das Hamauzu für das Spiel angefertigt hat, heißt Blinded by Light, als eines der Werbelieder. Einige Stücke der Spielemusik wurden von der Warschauer Nationalphilharmonie in Zusammenarbeit mit Yoshihisa Hirano, Toshiyuki Oomori und Kuniito Shiina eingespielt. Hamauzu hatte bereits in der Vergangenheit für sein Album Vielen Dank, das 2007 erschien, mit der Warschauer Nationalphilharmonie zusammengearbeitet. Vier Lieder der Spielemusik beinhalten Gesangsaufnahmen von Mina Sakai, einer Künstlerin, welche ebenfalls mit Hamauzu gearbeitet hatte. Hamauzu arbeitete als Produzent für Sakai. Zwei von diesen Liedern sind auf Japanisch, die anderen beiden Stücke auf Englisch geschrieben. Der Text zum Lied The Gapra Whitewood sollte ursprünglich auch auf Englisch gesungen werden, jedoch entschieden sich Sakai und Hamauzu während der Aufnahmen dafür, das Lied mit einer fiktionalen Sprache einzuspielen, da die Aussprache mancher englischer Wörter die Melodik des Stückes beeinträchtige. Die drei Stücke, Daddy’s Got the Blues, Sazh’s Theme und Can’t Catch a Break wurden als jazzige Lieder beschrieben, welche sich auf den Charakter Sazh Katzroy beziehen.
Das Titellied für die internationale Spieleversion heißt My Hands und ist auf dem zweiten Album, Echo, der britischen Sängerin Leona Lewis. Es wurde beschlossen, dass dieses Stück das originale Titellied aus der japanischen Version des Videospiels ersetze, um das Spiel auf dem amerikanischen Markt attraktiver zu machen. Yōichi Wada, Präsident von Square Enix, gab in einem Interview zu, dass es besser gewesen wäre, wenn der US-amerikanische Ableger der Firma ein eigenes Lied geschrieben hätte, anstatt einen bereits veröffentlichten Song offiziell lizenzieren zu lassen. Hamauzu, welcher das japanische Titellied komponierte, war nicht an der Entscheidung, My Hands zum offiziellen Titellied der internationalen Version zu machen, beteiligt.

## Veröffentlichungen

### Offizieller Soundtrack
Der offizielle Soundtrack zu Final Fantasy XIII erschien am 27. Januar 2010 unter dem Namen Final Fantasy XIII Original Soundtrack über Square Enix. Dieser umfasst alle Stücke, welche für das Spiel Verwendung fanden, sowie die Lieder Kimi Ga Iru Kara und Eternal Love der japanischen Sängerin Sayuri Sugawara. Der offizielle Soundtrack umfasst 85 Stücke auf vier CDs und weist eine Gesamtspiellänge von vier Stunden und vier Minuten auf. Bis auf Kimi Ga Iru Kara und Eternal Love wurden alle Stücke von Masashi Hamauzu komponiert. Eine limitierte Pressung des Soundtracks umfasste eine fünfte CD, auf der ein Hörspiel, das von Motomu Toriyama – der ebenfalls an der Entwicklung des Spiels beteiligt war – geschrieben wurde. Am Veröffentlichungstag verkaufte sich der Soundtrack alleine in Japan 16.000 mal und stieg auf Platz 3 in den heimischen Albumcharts ein, wo sich das Album insgesamt neun Wochen in den Charts halten konnte. Die Lieder sind größtenteils orchestral gehalten, manche sind von der elektronischen Musik beeinflusst. In einzelnen Stücken sind sowohl orchestrale als auch elektronische Musik heraushörbar. 24 Lieder verfügen zudem über Gesangsspuren. Viele Lieder, die bereits in früheren Soundtracks der Spieleserie wiederholt zu hören waren – wie Prelude und Main Theme sind nicht auf dem Soundtrack zu Final Fantasy XIII zu finden. Lediglich das Thema zu Chocobos – vogelähnliche Wesen, die bereits in früheren Final-Fantasy-Spielen vorkommen – wurde in einer überarbeiteten Fassung erneut verwendet. Das von dem US-amerikanischen Entwicklerteam lizenzierte Lied My Hands von der britischen Sängerin Leona Lewis ist indes nicht auf dem Soundtrack vertreten.
Zusätzlich zu dem Soundtrack erschienen zwei weitere Alben mit jeweils acht ausgewählten Stücken auf Vinylschallplatte. Diese heißen W/F : Music from Final Fantasy XIII und W/F : Music from Final Fantasy XIII Gentle Reveries. Es waren die ersten Veröffentlichungen auf Schallplatte, die Square Enix je produzieren ließ. Der Soundtrack erhielt überwiegend positive Kritiken.
| #  | Titel                               | Komponist                        | Laufzeit |
| -- | ----------------------------------- | -------------------------------- | -------- |
| 1  | Prelude to Final Fantasy XIII       | Masashi Hamauzu                  | 2:55     |
| 2  | Final Fantasy XIII – The Promise    | Masashi Hamauzu                  | 1:33     |
| 3  | The Thirteenth Day                  | Masashi Hamauzu                  | 0:54     |
| 4  | Defiers of Fate                     | Masashi Hamauzu                  | 2:24     |
| 5  | Saber’s Edge                        | Masashi Hamauzu                  | 3:14     |
| 6  | The Hanging Edge                    | Masashi Hamauzu                  | 3:26     |
| 7  | Those For the Purge                 | Masashi Hamauzu                  | 3:05     |
| 8  | The Warpath Home                    | Masashi Hamauzu                  | 3:32     |
| 9  | The Pulse Fal'Cie                   | Masashi Hamauzu                  | 1:13     |
| 10 | Face It Later                       | Masashi Hamauzu                  | 0:55     |
| 11 | Snow’s Theme                        | Masashi Hamauzu                  | 3:48     |
| 12 | The Vestige                         | Masashi Hamauzu                  | 2:48     |
| 13 | Ragnarok                            | Masashi Hamauzu                  | 3:47     |
| 14 | In the Sky That Night               | Masashi Hamauzu                  | 1:24     |
| 15 | Promised Eternity                   | Masashi Hamauzu                  | 2:24     |
| 16 | Eternal Love (Short Version)        | Masashi Hamauzu, Sayuri Sugawara | 3:27     |
| 17 | Lake Bresha                         | Masashi Hamauzu                  | 4:11     |
| 18 | The Pulse L'Cie                     | Masashi Hamauzu                  | 1:37     |
| 19 | Eidolons                            | Masashi Hamauzu                  | 2:50     |
| #  | Titel                               | Komponist                        | Laufzeit |
| 1  | Blinded by Light                    | Masashi Hamauzu                  | 2:55     |
| 2  | Glory’s Fanfare                     | Masashi Hamauzu                  | 0:08     |
| 3  | A Brief Respite                     | Masashi Hamauzu                  | 2:08     |
| 4  | Defiers of Fate                     | Masashi Hamauzu                  | 2:24     |
| 5  | Cavalry Theme                       | Masashi Hamauzu                  | 2:38     |
| 6  | Escape                              | Masashi Hamauzu                  | 1:59     |
| 7  | Crash Landing                       | Masashi Hamauzu                  | 1:04     |
| 8  | Daddy’s Got the Blues               | Masashi Hamauzu                  | 4:28     |
| 9  | The Vile Peaks                      | Masashi Hamauzu                  | 3:02     |
| 10 | Lightning’s Theme                   | Masashi Hamauzu                  | 2:26     |
| 11 | Sazh’s Theme                        | Masashi Hamauzu                  | 3:25     |
| 12 | March of the Dreadnoughts           | Masashi Hamauzu                  | 2:31     |
| 13 | The Gapra Whitewood                 | Masashi Hamauzu                  | 2:45     |
| 14 | Tension in the Air                  | Masashi Hamauzu                  | 3:28     |
| 15 | Forever Fugitives                   | Masashi Hamauzu                  | 1:50     |
| 16 | The Sunleth Waterscape              | Masashi Hamauzu                  | 3:46     |
| 17 | Lost Hope                           | Masashi Hamauzu                  | 2:58     |
| 18 | To Hunt L'Cie                       | Masashi Hamauzu                  | 2:40     |
| 19 | No Way to Live                      | Masashi Hamauzu                  | 2:04     |
| 20 | Substained by Hate                  | Masashi Hamauzu                  | 2:38     |
| 21 | The Pulse L'Cie                     | Masashi Hamauzu                  | 4:12     |
| 22 | Serah’s Theme                       | Masashi Hamauzu                  | 1:30     |
| #  | Titel                               | Komponist                        | Laufzeit |
| 1  | Can’t Catch a Break                 | Masashi Hamauzu                  | 5:20     |
| 2  | PSICOM                              | Masashi Hamauzu                  | 1:02     |
| 3  | Hope’s Theme                        | Masashi Hamauzu                  | 3:30     |
| 4  | This Is Your Home                   | Masashi Hamauzu                  | 2:16     |
| 5  | Atonement                           | Masashi Hamauzu                  | 4:24     |
| 6  | Vanille’s Theme                     | Masashi Hamauzu                  | 3:00     |
| 7  | The Final Stage                     | Masashi Hamauzu                  | 0:42     |
| 8  | The Pompa Sancta                    | Masashi Hamauzu                  | 2:12     |
| 9  | Nautilus                            | Masashi Hamauzu                  | 4:58     |
| 10 | Chocobos of Cocoon – Chasing Dreams | Masashi Hamauzu                  | 2:57     |
| 11 | Feast of Betrayal                   | Masashi Hamauzu                  | 3:17     |
| 12 | Eidolons on Parade                  | Masashi Hamauzu                  | 3:36     |
| 13 | Test of the L'Cie                   | Masashi Hamauzu                  | 2:23     |
| 14 | All the World Against Us            | Masashi Hamauzu                  | 1:16     |
| 15 | Game Over                           | Masashi Hamauzu                  | 1:15     |
| 16 | Primarch Dysley                     | Masashi Hamauzu                  | 3:03     |
| 17 | Fighting Fate                       | Masashi Hamauzu                  | 2:28     |
| 18 | Separate Paths                      | Masashi Hamauzu                  | 2:42     |
| 19 | Setting You Free                    | Masashi Hamauzu                  | 2:17     |
| 20 | Desperate Struggle                  | Masashi Hamauzu                  | 3:49     |
| 21 | Mysteries Abound                    | Masashi Hamauzu                  | 2:41     |
| 22 | Will to Fight                       | Masashi Hamauzu                  | 4:20     |
| #  | Titel                               | Komponist                        | Laufzeit |
| 1  | Fang’s Theme                        | Masashi Hamauzu                  | 3:31     |
| 2  | Terra Incognita                     | Masashi Hamauzu                  | 2:18     |
| 3  | The Archylte Steppe                 | Masashi Hamauzu                  | 4:25     |
| 4  | Chocobos of Pulse                   | Masashi Hamauzu                  | 4:18     |
| 5  | The Yaschas Massif                  | Masashi Hamauzu                  | 2:11     |
| 6  | Memories of Happier Days            | Masashi Hamauzu                  | 3:13     |
| 7  | Sulyya Springs                      | Masashi Hamauzu                  | 3:25     |
| 8  | Taejin’s Tower                      | Masashi Hamauzu                  | 3:08     |
| 9  | Dust to Dust                        | Masashi Hamauzu                  | 3:49     |
| 10 | The Road Home                       | Masashi Hamauzu                  | 1:07     |
| 11 | Start Your Engines                  | Masashi Hamauzu                  | 3:23     |
| 12 | Eden Under Siege                    | Masashi Hamauzu                  | 2:33     |
| 13 | The Cradle Will Fall                | Masashi Hamauzu                  | 3:58     |
| 14 | Born Anew                           | Masashi Hamauzu                  | 2:59     |
| 15 | Sinful Hope                         | Masashi Hamauzu                  | 3:44     |
| 16 | Fabula Nova Crystallis              | Masashi Hamauzu                  | 2:40     |
| 17 | Final Fantasy XIII – Miracles       | Masashi Hamauzu                  | 2:49     |
| 18 | Focus                               | Masashi Hamauzu                  | 2:11     |
| 19 | Nascent Requiem                     | Masashi Hamauzu                  | 5:03     |
| 20 | Determination                       | Masashi Hamauzu                  | 3:22     |
| 21 | Kimi Ga Iru Kara                    | Masashi Hamauzu, Sayuri Sugawara | 6:22     |
| 22 | Ending Credits                      | Masashi Hamauzu                  | 4:42     |

### Soundtrack PLUS
Der Final Fantasy XIII Original Soundtrack PLUS ist ein Soundtrack-Album, das Arrangements ausgewählter Stücke aus dem Original-Soundtrack beinhaltet. Komponiert und produziert wurden die Stücke von Masashi Hamauzu, welcher auch – zusammen mit Ryo Yamazaki, Yoshihisa Hirano, Mitsuto Suzuki und Toshiyuku Oomori – für die Arrangements zuständig war. Dieses Album wurde am 26. Mai 2010 offiziell veröffentlicht. Die CD umfasst 16 Titel mit einer Spielzeit von 50:10 Minuten. Die Stücke 5, 9 und 15 wurden im Spiel eingebunden, sind jedoch nicht im originalen Soundtrack vertreten. Die Stücke, die auf dem Soundtrack PLUS zu finden sind, wurden teilweise für die erste Bewerbung des Spiels verwendet. Auch sind auf dem Album Stücke zu finden, die zwar für das Spiel geschrieben wurden, jedoch keine Verwendung fanden. Diese wurden neu aufgenommen um einen anspruchsvollen Klang zu erreichen.
Die Idee zur Produktion des Albums kam Hamauzu, als er eine englischsprachige Version des Stückes Pulse de Chocobo anfertigen wollte. Als er dazu noch einige Promotion-Stücke und alternative Lieder des Spiels hinzufügte, bemerkte er, dass genügend Material zur Veröffentlichung eines Albums vorhanden war. Das Album stieg auf Platz 70 in den Oricon-Charts ein und hielt sich dort zwei Wochen lang auf. Auch dieser Soundtrack wurde positiv kritisiert, allerdings vielen die Kritiken im Vergleich zum Original-Soundtrack schlechter aus.
| #  | Titel                                                 | Laufzeit |
| -- | ----------------------------------------------------- | -------- |
| 1  | PV Final Fantasy XIII 2007 JFS                        | 3:00     |
| 2  | PV Final Fantasy XIII 2006 E3                         | 2:32     |
| 3  | M1 No.2 title αVersion                                | 1:33     |
| 4  | M3 No.4 BossA αVersion                                | 3:13     |
| 5  | M306 OPN2 “Defiers of Fate” Palamecia Assault Version | 5:11     |
| 6  | Hope_PfNer3                                           | 2:13     |
| 7  | M42E “The Sunleth Waterscape” Overseas Version        | 3:47     |
| 8  | M36A “The Gapra Whitewood” Instrumental               | 2:45     |
| 9  | M74_2 PRO “Fighting Fate” No Chorus Version           | 2:15     |
| 10 | M64E “Chocobos of Cocoon” English Version             | 3:03     |
| 11 | M33 Lightning NW Version                              | 2:26     |
| 12 | M181 Shugeki2 Prototype                               | 3:06     |
| 13 | M44B Sazh B+ Prototype                                | 5:25     |
| 14 | M106 Last Battle Prototype+                           | 3:24     |
| 15 | M5_2 “Blinded By Light” Long Version                  | 2:31     |
| 16 | M42 “The Sunleth Waterscape” Instrumental             | 3:46     |

### Piano Collections
Piano Collections Final Fantasy XIII ist ein weiterer Soundtrack zum Spiel. Für diesen wurden zehn Stücke aus dem Original-Spielesoundtrack ausgewählt und mit einem Piano nachgespielt. Einige Stücke sind als Medley miteinander verknüpft. Das Piano wurde von Aki Kuroda gespielt, welcher bereits mit Masashi Hamauzu für ein Piano-Album zu Final Fantasy X zusammenarbeitete. Hierfür wurden die ausgewählten Stücke erneut verändert, sodass verhindert wurde, dass die gleiche Musik wie in den anderen beiden Soundtracks, aufgenommen wurde. Das Album wurde am 21. Juli 2010 offiziell über Square Enix veröffentlicht.
Während Chris Greening und Jayson Napolitano annähernd die gleiche positive Meinung zu dem Album hatten, zeige sich Gann von RPGFan Online enttäuscht von dem Werk. Er bezeichnete die Stücke als „seelenlos“ und schrieb diesen eine „unnötige Grandiosität“, die es dem Hörer schwer mache, die Stücke wieder zu erkennen. Das Album schaffte keinen Einstieg in die nationalen Albumcharts.
| #  | Titel                                                      | Künstler   | Laufzeit |
| -- | ---------------------------------------------------------- | ---------- | -------- |
| 1  | Lightning’s Theme ~ Blinded By Light                       | Aki Kuroda | 3:43     |
| 2  | FINAL FANTASY XIII - The Promise ~ The Sunleth Waterscape  | Aki Kuroda | 4:46     |
| 3  | March of the Dreadnoughts                                  | Aki Kuroda | 3:18     |
| 4  | The Gapra Whitewood                                        | Aki Kuroda | 4:36     |
| 5  | Nautilus                                                   | Aki Kuroda | 6:12     |
| 6  | Vanille’s Theme ~ Memories of Happier Days ~ The Road Home | Aki Kuroda | 4:37     |
| 7  | Nascent Requiem                                            | Aki Kuroda | 4:03     |
| 8  | Fang’s Theme                                               | Aki Kuroda | 3:53     |
| 9  | Reminiscence - Sulyya Springs Motif                        | Aki Kuroda | 5:16     |
| 10 | Prelude to FINAL FANTASY XIII Full Version                 | Aki Kuroda | 4:45     |

### Kimi Ga Iru Kara
Kimi Ga Iru Kara (jap.: Weil du hier bist) ist ein Lied der japanischen Sängerin Sayuri Sugawara, welches am 2. Dezember 2009 über For Life Music veröffentlicht wurde. Das Stück ist das offizielle Titellied für Final Fantasy XIII. Es erschien sowohl auf dem offiziellen Spiele-Soundtrack, als auch auf ihrem Album, das First Story heißt. Ein weiteres Lied, das auf dem gleichen Soundtrack zu finden ist, heißt Eternal Love. Auch dieses Lied ist auf der Single zu finden. Das Titellied in der englischsprachigen Spieleversion heißt My Hands und wurde von Leona Lewis interpretiert. Im Vergleich zum japanischen Titellied wurde My Hands nicht eigens für das Spiel komponiert, sondern lediglich lizenziert.
Komponiert wurde Kimi Ga Iru Kara von Masashi Hamauzu, welcher sich für den kompletten Soundtrack des Videospiels verantwortlich zeigte, während der Liedtext von Sugawara in Zusammenarbeit mit Yukino Nakajima geschrieben wurde. Die Single enthält neben Kimi Ga Iru Kara und Eternal Love noch das Stück Christmas Again. Dieses beinhaltet Klangsamples von Franz Liszt. In Japan stieg Kimi Ga Iru Kara auf Platz 11 der Oricon-Charts ein und hielt sich dort elf Wochen lang auf. Die digitale Version der Single wurde zwischenzeitlich von der Recording Industry Association of Japan mit einer Goldenen Schallplatte ausgezeichnet. Trotzdem erhielt die Singleauskopplung überwiegend negative Kritiken.

## Auszeichnungen und Aufführungen
Der Soundtrack zu Final Fantasy XIII wurde 2010 mit einem Golden Joystick Award ausgezeichnet. Im Rahmen der Konzertreihe Distant Worlds II – More Music from Final Fantasy wurden die Lieder von Final Fantasy XIII in der schwedischen Hauptstadt Stockholm vom Kungliga Filharmoniska Orkestern live aufgeführt. Das komplette Piano-Collection-Final-Fantasy-XIII-Album wurde am 3. September 2010 in Yokohama sowie am 29. Oktober 2010 in Osaka und am 22. April 2011 in Paris von Aki Kuroda gespielt.